# Мохаммад Джафар ибн Мохаммад Али Хормуджи
Мохаммад Джафар ибн Мохаммад Али Хормуджи (перс.  محمدجعفر بن محمدعلی خورموجی‎), также известный как Хадж Мирза Джафар (перс. حاج ميرزا جعفر‎) — персидский историк и ученый XIX века.

## Детство и юность
Будущий историк родился в городе Хормудже, Бушир. Получив высшее образование, он решил пойти по стопам своего отца, который работал в казначействе Хормуджа. Мохаммад работал казначеем до 1868 года, однако из-за разногласий, возникших между ним и главным губернатором округа Дешти Хаджиханом, он был уволен с должности. Хормуджи отправился в Шираз и устроился на работу в судебную палату Адлие.

## Карьера
Находясь в Ширазе, Хормуджи написал исследовательский труд «История и география провинции Фарс». Проработав несколько лет в судебной палате, Хормуджи поехал в Тегеран, где был принят на работу Насер ад-Дином Шахом Каджаром: правитель поручил молодому ученому написать исторический труд о реалиях их эпохи.
Хормуджи с энтузиазмом начал сбор информации для книги, и через несколько лет фолиант «Летопись эпохи Насер ад-Дин Шаха» (перс.  حقايق‌الاخبار ناصرى‎) уже лежала на столе у правителя. Аббас Экбаль Аштияни в примечании к книге пояснил, что авторское предисловие было отредактировано переводчиком и ученым Шадраваном Хоссейном Хадьюджамом. Эта книга представляла собой историю периода Каджаров, включая правление Насер ад-Дина до 1867 года. За написание этой книги Хормуджи был отстранен от работы. Опасаясь дальнейших репрессий, историк иммигрировал в Ирак, где скончался в 1884 году.
Разгар научной деятельности Хормуджи пришелся на период иммиграции в Ирак. Он написал несколько значимых для историографии Ирана произведений, которые по сей день причисляют к лучшим книгам Каджарской эпохи, однако известнейшим творением историка считают «Летопись эпохи Насер ад-Дин Шаха» — именно эта книга впервые разоблачает убийство премьер-министра при Насер ад-Дине Амир-Кабира. Все историки-современники Хормуджи в один голос заявляли, что Амир-Кабир умер по естественным причинам: из-за опухания конечностей и воспалительных процессов в организме. Хормуджи впервые описал инцидент как убийство, которое на самом деле совершил цирюльник Насер ад-Дина.